# Поопо (провинция)
Поопо (исп. Provincia de Poopó, кечуа Puwpu pruwinsya) — одна из 16 провинций боливийского департамента Оруро. Площадь составляет 2034 км². Население по данным на 2001 год — 14 984 человек. Плотность населения — 7,4 чел/км². Столица — одноимённый город.

## География
Расположена в восточной части департамента. Территория провинции протянулась примерно на 70 км как с севера на юг, так и с запада на восток. Граничит с провинциями: Панталеон-Даленсе (на северо-востоке), Серкадо (на северо-западе), Саукари (на западе), Эдуардо-Авароа (на юге), а также с департаментом Потоси (на востоке).

## Население
Наиболее распространённый язык провинции — кечуа, на нём говорят около 83 % населения; значительная часть населения владеет также испанским, около 7 % — говорит на языке аймара. Католики составляют 86 % населения, протестанты — 12 %. 61 % населения занят в сельском хозяйстве. Население Поопо по данным переписи 1992 года составляло 17 437 человек.

## Административное деление
В административном отношении провинция подразделяется на 3 муниципалитета:
- Поопо
- Паснья
- Антекера